# San Bartolo Coyotepec
San Bartolo Coyotepec là một đô thị thuộc bang Oaxaca, México. Năm 2005, dân số của đô thị này là 8015 người.